# Eugenio Mele
Eugenio Mele (Nápoles, 1875-Nápoles, 1969) fue un hispanista y cervantista italiano.

## Biografía
Renunció a la cátedra de literatura española que tenía en Roma para consagrarse al estudio del Siglo de Oro español en su ciudad natal, Nápoles. Se le deben importantes estudios sobre Garcilaso de la Vega, Gutierre de Cetina, Baltasar Gracián y, en particular, sobre Cervantes. Benedetto Croce le dedicó su obra La Spagna nella Vita italiana durante la Rinascenza. Falleció en 1969.

## Obras
- Con Ángel González Palencia Vida y obras de Don Diego Hurtado de Mendoza (Madrid: Instituto de Valencia de D. Juan, 1941-1943), tres volúmenes
- Con Ángel González Palencia La maya: notas para su estudio en España (Madrid: Instituto Antonio Nebrija, 1944), 3 vols.
- La poesia barbara in Ispagna (Bari, 1910)
- Miguel de Cervantes y Antonio Veneziano (Madrid: Imprenta de la "Revista de Archivos, Bibliotecas y Museos", 1914)
- A proposito di alcuni giudizi sul Don Quijote, Roma: Officina Poligrafica Italiana, 1906
- Con Adolfo Bonilla y San Martín, El cancionero de Mathias Duque de Estrada, Madrid: Est. Tip. de la Viuda é Hijos de M. Tello, 1902.
- Apuntes bibliográficos sobre traducciones de Guicciardini en España, 1931.
- Di alcune novellette inscritte nel "Don Quijote"
- Dos cancioneros españoles, 1904.
- Notas sobre Francisco de Figueroa, 1941.
- La novella "El celoso extremeño" del Cervantes, 1906.
- Per la fortuna del Cervnantes in Italia nel Seincento, 1909.
- Un plagio del Cervantes, 1895.
- Sobre los amores de Gutierre de Cetina y su famoso madrigal, 1930.